# Jansenizm

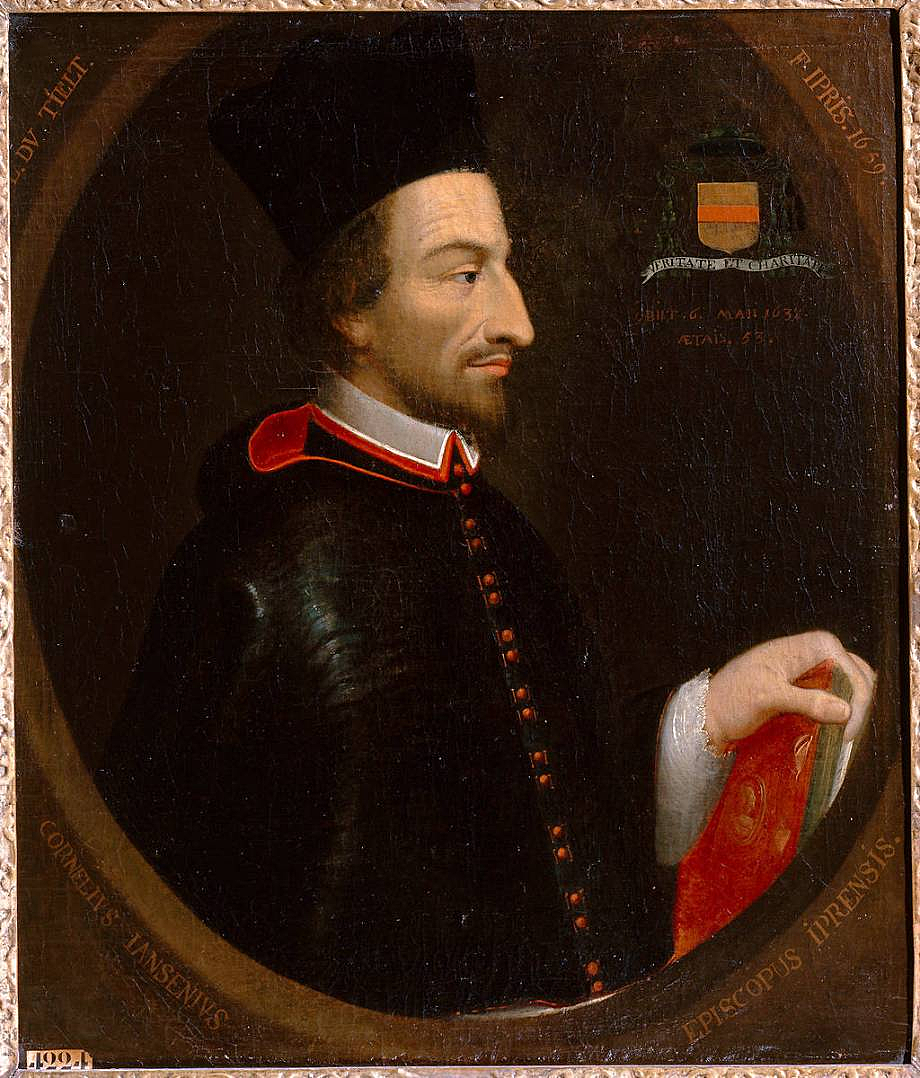
Janseniusz

Jansenizm – ruch teologiczno-duchowy zapoczątkowany przez biskupa Ypres, Corneliusa Jansena (1585–1638), którego dzieło Augustinus stało się podstawą tej nauki. Rozwój jansenizmu przypadł na przełom XVII i XVIII wieku. Zyskał on znaczne uznanie we Francji i w Niderlandach stając się przyczyną kryzysu Kościoła katolickiego w tych państwach.
Jansenizm, powołując się na św. Augustyna, kładł nacisk na zepsucie natury ludzkiej, niezbędność i wystarczający charakter łaski Bożej do przestrzegania przykazań, co zbliżało ją do kalwińskiej teorii predestynacji. Jednym z zaleceń tej nauki było rzadkie i starannie przygotowane przystępowanie do Komunii, ponieważ uważano, że grzesznicy nie są jej godni. Wyznawano również surową, nieortodoksyjną doktrynę etyczną – tucjoryzm. Między innymi te stwierdzenia spowodowały potępienie jansenizmu przez papieży Innocentego X i Klemensa XI. Na potępienie wpływ miała również postawa jezuitów, którzy promowali odmienną doktrynę o łasce (molinizm) i moralności (probabilizm), a także zaniepokojenie dworu francuskiego religijnymi namiętnościami (jansenizm był najpopularniejszy we Francji; jego zwolennikami byli Jean Racine i Blaise Pascal).
W XVII wieku jansenistyczny ruch pobożnościowy zyskał rzesze zwolenników wśród propagatorów gallikanizmu, a także w surowych klauzurowych zakonach Francji. Najsławniejszym ośrodkiem tej formy życia religijnego był klasztor cystersek Port-Royal-des-Champs w dolinie Chevreuse pod Paryżem, który popadł w ostry konflikt z francuskim dworem królewskim i w konsekwencji został rozwiązany i zburzony w 1709 roku.

## Ewolucja
W rozwoju doktryny jansenistycznej wyróżnić można cztery etapy, które charakteryzowały się następującymi wydarzeniami:

### Etap pierwszy
W 1640 wydany zostaje Augustinus, który wywołuje negatywne reakcje Sorbony. Innocenty X w 1653 w Konstytucji Cum occasione potępia pięć zdań dzieła. Antoine Arnauld przystępuje do obrony. W 1655 Pascal wydaje Prowincjałki. W tym samym roku episkopat francuski pod wpływem Ludwika XIV, który obawiał się zrodzenia wśród jansenistów opozycji politycznej, wydał projekt formularza przewidzianego dla wszystkich duchownych, w którym mieli wyrzec się jansenizmu. Ponieważ kler uchylał się od podpisania formularza Aleksander VII w bulli Ad sacram beati Petri sedem (1656) wznawia potępienie dla pięciu zdań Augustinusa i nakazuje swym autorytetem, by dokument został podpisany.

### Etap drugi

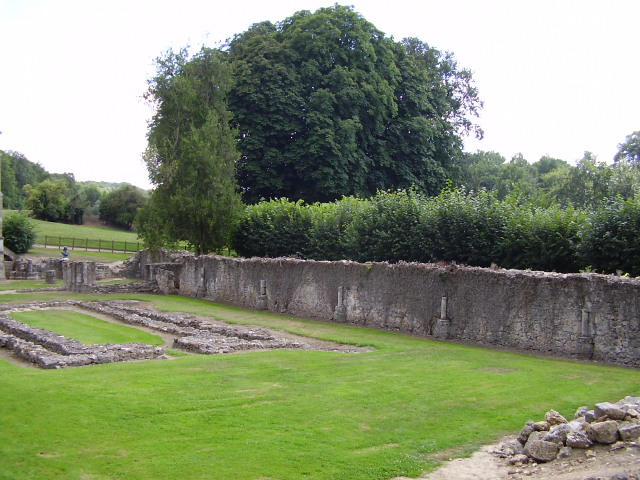
Ruiny opactwa Port-Royal

Za pontyfikatu Klemensa IX (lata 1667–1669) nastał tzw. Pokój klementyński. Sprawa jansenizmu ucichła, ponieważ traktowano go tylko jako głos w dyskusji o łasce a podpisów pod formularzem nie egzekwowano surowo. Z tego też powodu mniszki i duchowni związani z Port-Royal unikali podporządkowania się wcześniejszym decyzjom. Spór ponownie wywołało Święte Oficjum wydając w 1690 w Lowanium dekret przeciwko jansenistom, który potwierdzony został w tym samym roku przez Aleksandra VIII potępiającego 31 zdań Augustinusa.

### Etap trzeci
Spory wzmogły się w 1693 po wydaniu przez Paschazego Quesnela Les réflexion morales. Powtarza on w dziele nauki Bajusa i Janseniusza oraz dodaje kilka swoich teorii o niemożliwości przeciwstawienia się łasce. W 1713 Klemens XI wydał bullę Unigenitus, w której in globo odrzuca teorie Quesnela, a tym samym jansenizm i bajanizm.

### Etap czwarty
Janseniści bezskutecznie apelowali do papieży o anulowanie bulli Unigenitus oraz prosili o zwołanie soboru w ich sprawie. W 1786 wielki książę Toskanii Leopold II Habsburg, który był sympatykiem jansenizmu, zwołał do Pistoi synod krajowy. Na synod przybyło trzech z siedemnastu biskupów oraz 234 prezbiterów. Akta synodalne z 1788 stają się wykładnią doktryny jansenistycznej. Pius VI, nie chcąc konfliktu z cesarzem Józefem II, którego Leopold był bratem, dopiero po śmierci Leopolda wydał w 1794 Konstytucję Auctorem fidei, w której potępił synod, jego dokumenty i naukę. To był ostateczny cios zadany jansenizmowi doktrynalnemu.

## Epilog
Janseniści przetrwali w Holandii, gdzie doszło (za sprawą ich działalności i konfliktu z jezuitami) do schizmy Rzymskokatolickiego Kościoła Starobiskupiego Kleru, zwanego Kościołem Utrechtu, który w XIX wieku przyłączył się do Unii Utrechckiej Kościołów Starokatolickich. Kościół ten działa pod nazwą Kościoła Starokatolickiego w Holandii.